# アレウト族
アレウト族（アレウトぞく、英: Aleut）またはアリュート族は、アラスカとカムチャツカの間にあるアリューシャン列島の先住民族である。自身の名称はウナンガン（Unangax̂, Unangan, Unanga）。
狩猟、武器の作成、ボートの組み立て、織物はアレウトの伝統的工芸の一つである。19世紀の職人は木製のハンティング帽で知られ、その帽子はカラフルなデザインを特色とし、アシカの震毛や羽毛、象牙などが付けられる。アレウトの女性はオットセイやラッコの毛皮、鳥類の皮からパーカーを作り、また何人かはライ麦の藁やビーチグラスを編んで籠を作り上げる。

## 歴史
氷期ではアジア大陸と北アメリカ大陸が陸続きだったため（ベーリング地峡）、そこから大勢の人々が北東アジアからアメリカ大陸へと足を伸ばすことができた。これがネイティブアメリカンの祖先たちである。そして氷期が終わりを迎え、海面が上昇して孤立するアリューシャン列島に残った集団がアリュート族の祖先である。土地が貧しく資源の少ない島であったが、彼らは流木や海の生物資源を巧みに利用して生活した。中でも特徴的なのは海獣を狩る技術の高さである。海獣の皮や消化器官でできたフードつきの防水服を着て、流木と海獣の皮で作られたカヤックに乗り、流木と骨で作る投げ槍などを持って数人の仲間と漁に出てラッコ、アザラシ、トド、セイウチ、クジラといった獲物を捕らえてきた。獲物の身体はヒレから骨から余すところ無く利用した。長年孤立した民族でありながら17世紀までに列島には約25,000人が暮らし、大いに栄えた。
しかしロシア人の進出により海洋資源が枯渇し、また、彼らの持ち込んだ疾病によってその数は十分の一以下に激減する。1834年の調査ではアレウトの数は2,250人、1890年の調査では1,702人、1910年の調査では1,491人であった。また、ロシア人は18世紀に彼らの一部をアリューシャン列島から遠く離れた千島列島の中部に移住させ、ラッコ猟に従事させた。
彼らは島々の洞窟内に数多くのミイラを残している。ミイラとされた人がどのような人かはわかっていないが、ごく一部の人のみがミイラとされていることから特別な人だけがミイラとされたと考えられる。

## 言語
アレウトの話す言語はエスキモー・アレウト語族に分類され、1989年の旧ソ連による人口統計調査ではアレウト語の話者は487人、1995年には305人であった。

## 日本との関わり

### 日本人漂流者との交流
江戸時代後期の1783年（天明3年）1月に、遭難した「神昌丸」（乗組員・大黒屋光太夫ほか）が、同年7月にアリューシャン列島のアムチトカ島に漂着し、以後、カムチャッカへ向かうまでの4年間を、そこで過ごしている。そして、その当時の様子が『北槎聞略』に記されている。

### 第二次世界大戦
第二次世界大戦中の1942年6月7日、日本軍はアッツ島を占領していた。アッツ島にはアリュート人が40人あまり暮らす村があった。日本軍はアッツ島を無人化するため、9月にアリュート人の島民を日本本土に強制連行し、日本での敵国人の抑留政策の一環として、北海道小樽市で収容した。小樽に抑留されたアリュート人は45人（小樽で生まれた5人を含む）、うち20人が抑留中に命を落とし、終戦を迎えられたのは25人であった。戦後アメリカ合衆国はアッツ島民の帰島を認めず、アリューシャン列島のアトカ島に移送した。

### 現代
東日本大震災とそれに伴う福島第一原子力発電所事故からの福島県浜通り復興をめざす研究機関である福島ロボットテストフィールド（RTF、福島県南相馬市）は2019年、アメリカ合衆国領セントポール島のアレウト族コミュニティ政府と、ドローン飛行試験での連携協定を結んだ。